# Aeroportul Hwange Town
Aeroportul Hwange Town (IATA: WKI, ICAO: FVWT) este un aeroport din Matabeleland North, Zimbabwe ce deservește zona Hwange. A fost numit după zona deservită.
Situat la o altitudine de 771 m, aeroportul dispune de o singură pistă.